# Pselaphostena calcarata
Pselaphostena calcarata es una especie de coleóptero de la familia Mordellidae.

## Distribución geográfica
Habita en el Estado Libre de Orange.